# Kim Young-sam
Kim Young-sam (김영삼; 金泳三; født 20. december 1927 på Geoje-do Japansk Korea, død 22. november 2015 Republikken Sydkorea) var en sydkoreansk politiker og tidligere præsident.
Han var i mange år oppositionspolitiker, inden han blev valgt til sydkoreansk præsident i 1993 efter 25 år. Han var modstander af General Park Chung-hee(박정희; 朴正熙), diktator i Sydkorea. Han fuldførte sin fem-års periode som præsident i 1998.